# Van Leeuwen
Van Leeuwen is een Nederlandse achternaam. De naam kwam in de dertiende eeuw al voor. Hij kan duiden op herkomst uit een van de plaatsen Beneden-Leeuwen, Boven-Leeuwen, Leeuwen (Roermond), Leeuwen (Reuver), Leeuwen (Wageningen), de voormalige hofstede Leeuwen in Hoorn bij Alphen aan de Rijn, Leeuw (tegenwoordig Zoutleeuw (Vlaams-Brabant) en wellicht ook Leeuwte en Leuven. Ook kan de naam verwijzen naar een huisnaam. 
Verder hebben veel immigranten met een Joodse achtergrond deze naam in het verleden ook aangenomen, waarschijnlijk vanwege de gelijkenis met de naam Levi en/of als verwijzing naar de leeuw van Juda. (Vergelijk De Leeuw(e) en Löw in Duitsland).
De plaatsnaam Leeuwen heeft niets met het dier te maken, maar is afgeleid van het proto-Germaanse hlaiwa, dat "grafheuvel" betekent. 

## Nederlandse naamdragers
- Aad van Leeuwen (1905-1987), journalist en sportverslaggever
- Adriaan van Leeuwen (1887-1991), componist en dirigent
- Bart van Leeuwen (1954), pseudoniem van Ton Egas, diskjockey en radiopresentator
- Bert van Leeuwen (1960), televisiepresentator
- Boeli van Leeuwen (1922-2007), Antilliaans schrijver en dichter
- Bram van Leeuwen (1918-2001), zakenman en milljonair, zich noemende Prince de Lignac
- Carina van Leeuwen (1959), schrijfster
- Cees van Leeuwen (1951), muzikant, advocaat en voormalig staatssecretaris
- Cees van Leeuwen (1786-1841), exploitant en organisator
- Chris van Leeuwen, bioloog, eredoctor, bekend van de Relatietheorie
- Dian van Leeuwen-Schut (1939), juriste en politica
- Denis van Leeuwen (1402/1403-1471), doopnaam van Dionysius de Karthuizer, zalige en mysticus
- Dennis van Leeuwen (1971), gitarist
- Ferry van Leeuwen (1962), zanger
- Floriske van Leeuwen (1971), politicus
- Gerda van Leeuwen (1962), politiecommissaris
- Gertjan van Leeuwen (1967), met pseudoniem Gummbah, cartoonist en striptekenaar
- Hannie van Leeuwen (1926-2018), politica (ARP, CDA)
- Hans van Leeuwen (1952), politicus (SP)
- Henk van Leeuwen (1951), voetballer
- Henri van Leeuwen 1894-1987, liedjeszanger, schrijver en clochard
- Herman van Leeuwen (1884-1926), gymnast en hoogspringer
- Herman Francois van Leeuwen (1890-1975), bankier en parlementariër
- Jaap van Leeuwen (1892-1978), verzetsstrijder
- Jacobus Adrianus Cornelis van Leeuwen (1870-1930), theoloog
- Jan van Leeuwe(n) (Jan van Heelu), (13e eeuw), Brabantse kroniekschrijver
- Jan van Leeuwen (1850-1924), hoogleraar Griekse taal- en letterkunde te Leiden
- Joke van Leeuwen (1952), auteur, dichter, illustrator en cabaretier
- Jos van Leeuwen (1948), persfotograaf
- Kyra van Leeuwen (1986), golfprofessional
- Lizzy van Leeuwen (1958), bestuurskundige, cultureel antropoloog en publicist
- Luck van Leeuwen (1933), politicus
- Luigi van Leeuwen (1939), politicus
- Luuk van Leeuwen (1999), acteur en schrijver
- Maarten van Leeuwen (1948), schoolbestuurder en politicus (SGP)
- Marieke van Leeuwen (1950), actrice, dichteres en regisseuse
- Nans van Leeuwen (1900-1995), tekenares, kinderboekenschrijfster en illustratrice
- Nicky van Leeuwen (1994), marathonschaatsster en langebaanschaatsster
- Patrick van Leeuwen (1969), voetbalcoach en voormalig voetballer
- Robbie van Leeuwen (1944), popmuzikant
- Siem van Leeuwen (1955), acteur
- Simon van Leeuwen (1626-1682), rechtsgeleerde
- Simon Petrus van Leeuwen (1879-1950), componist en dirigent
- Sophie van Leeuwen (1977), journalist
- Ted van Leeuwen (1952), voetbalbobo
- Thijs van Leeuwen (1987), handballer
- Thijs van Leeuwen (2001), voetballer
- Titia van Leeuwen (1950), politica
- Tonny van Leeuwen (1943-1971), voetballer
- Troy Van Leeuwen (1970), Amerikaans muzikant
- Wilfred van Leeuwen (1973), voetbaltrainer
- Wilhelmus Frederik van Leeuwen (1860-1930), politicus

## In een dubbele naam
- Carel van Leeuwen Boomkamp (1906-2000), cellist
- Arthur Docters van Leeuwen (1945-2020), jurist en topambtenaar
- Willem Marius Docters van Leeuwen (1880-1960), botanicus en entomoloog
- Aart de Kock van Leeuwen (1792-1840), stamvader van het geslacht De Kock van Leeuwen
- Diederic Pietersz van Leyden van Leeuwen (1618-1682), burgemeester van Leiden
- Adriaan Marius Schagen van Leeuwen (1821-1906), Nederlands politicus
- Jules Schagen van Leeuwen (1896-1976), Nederlands marine-officier en partijloos Minister van Marine
- Pien Storm van Leeuwen (1925-2020), beeldend kunstenaar en dichter
- Maarten Witte van Leeuwen (1924-1979), beeldend kunstenaar

## Overig
- Pels & Van Leeuwen (1903), een orgelbouwbedrijf
- Van Leeuwen Buizen Groep (1924), een handelsonderneming in buizen en appendages